# S-trein Gent
De S-trein Gent is een voorstadsnet in en rond de Belgische stad Gent. Het werd opgericht op 3 september 2018 toen vroegere L-treinen hernoemd werden naar S-treinen en lijnnummers kregen.

## Netwerk
Het S-netwerk van Gent bestaat anno 2023 uit drie lijnen:
| Serie | Treinsoort          | Route                                                                                 | Bijzonderheden |
| ----- | ------------------- | ------------------------------------------------------------------------------------- | --- |
| S 51  | S-trein Gent (NMBS) | Eeklo – Gent-Sint-Pieters – Oudenaarde – Ronse                                        | Rijdt op zondag 1×/2u.                                                                                                   |
| S 52  | S-trein Gent (NMBS) | Gent-Sint-Pieters – Zottegem – Geraardsbergen                                         | |
| S 53  | S-trein Gent (NMBS) | Ronse – Oudenaarde – Gent-Sint-Pieters – Gent-Dampoort – Lokeren – Antwerpen-Centraal | In het weekend wordt lijn S53 verlengd tot Antwerpen-Centraal, en vervangt daarmee lijn S34 van het Antwerpse S-netwerk. |

## Geschiedenis
Met de introductie van de nieuwe dienstregeling in december 2020 stopt de S52-trein ook in de weekends in Landskouter en Balegem-Zuid.
In 2023 werd de S53-trein op weekdagen afgeschaft wegens personeelsbeperkingen bij de NMBS. Met de introductie van de nieuwe dienstregeling in december 2023 rijdt deze weer tijdens de weekdagen, nu tussen Oudenaarde en Lokeren. In het weekend rijdt deze nog steeds tussen Gent-Sint-Pieters en Antwerpen-Centraal, waarbij deze in beide richtingen te Lokeren door de IC-trein Antwerpen - Oostende wordt ingehaald.

## Rollend materieel
Op lijnen S51 en S52, die deels op niet-geëlektrificeerde lijnen rijden, worden MW41-treinstellen gebruikt. Op de lijn S53 worden er zowel MW41-treinstellen als MS08- of MS80-treinstellen gebruikt.

## Toekomst
De stad Gent is voorstander om het netwerk in de toekomst verder uit te breiden met nieuwe stations en nieuwe lijnen. Concreet is onder meer de openstelling van de spoorlijn 204 richting Zelzate en Terneuzen voor passagiers. Hiervoor moeten echter nog verschillende infrastructuurwerken uitgevoerd worden, waardoor de aanleg van een nieuwe sectie tussen Zelzate en Axel. Verder wil de stad Gent ook het station Gent-Muide en een nieuw station aan The Loop. Ook het station Destelbergen wil de stad graag heropenen. Hiervoor is het ook wachten op onderzoeken en investeringen van de federale overheid.